# ゴンザレス・ヘルメン
ゴンサーレス・ヘルマン・ヘルメン・フィラオ（Gonzalez German Germen Figao, 1987年9月23日 - ）は、ドミニカ共和国ラ・ロマーナ州グアイマテ出身のプロ野球選手（投手）。右投右打。

## 経歴

### プロ入りとメッツ時代

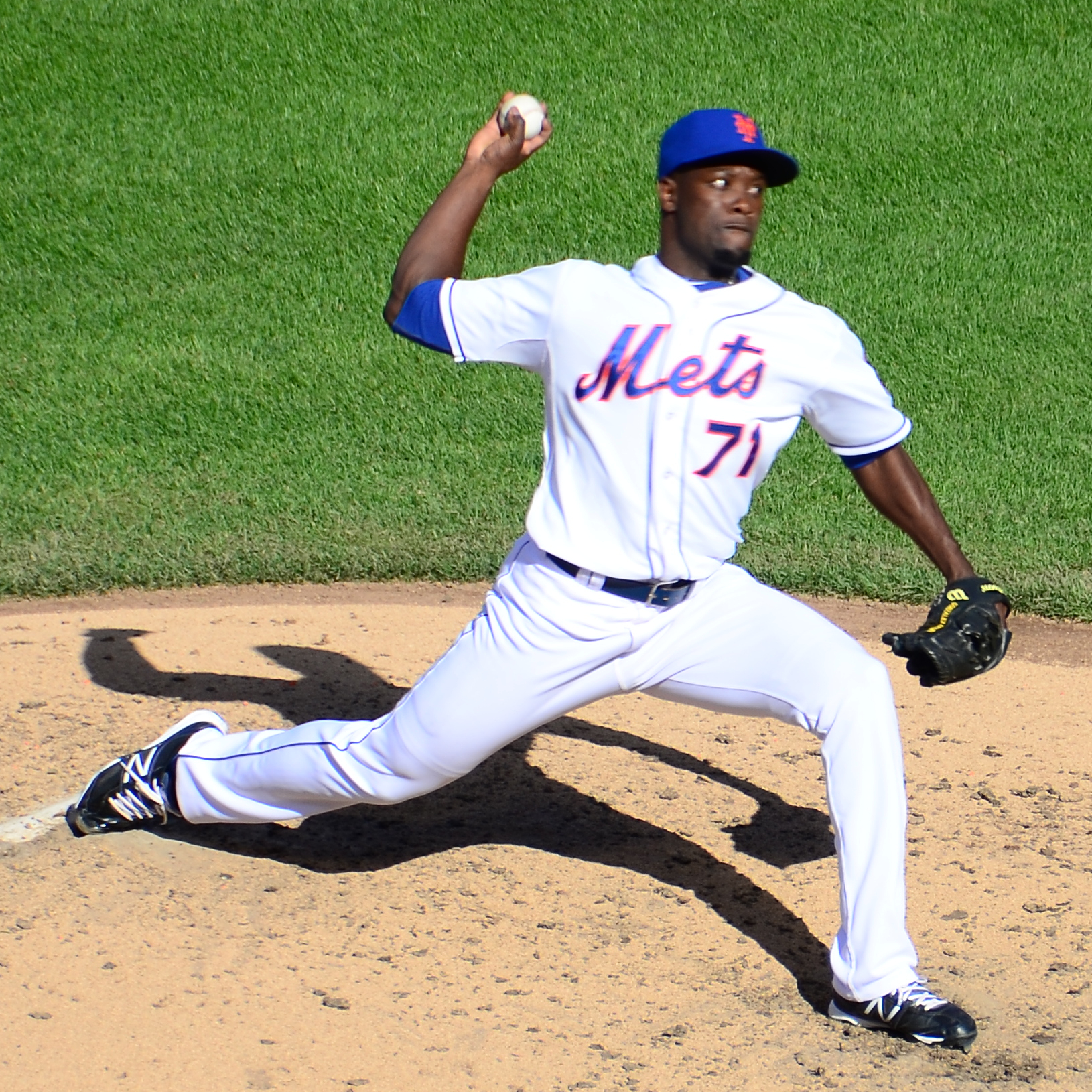
ニューヨーク・メッツ時代
（2013年9月29日）

2007年10月10日にニューヨーク・メッツと契約を結んだ。
2008年は、傘下のルーキー級ドミニカン・サマーリーグ・メッツでプロデビューを果たした。15試合に登板し、5勝2敗・防御率1.34だった。
2009年は、ルーキー級ドミニカン・サマーリーグで開幕を迎え、8試合に登板。7月に渡米し、ルーキー級ガルフ・コーストリーグ・メッツで2試合に登板した。
2010年は、アパラチアンリーグのルーキー級キングスポート・メッツで10試合に登板し、2勝5敗・防御率3.69だった。8月にA級サバンナ・サンドナッツへ昇格し、2試合に登板。1勝0敗・防御率2.77だった。
2011年は、A級サバンナで26試合に登板し、7勝7敗・防御率3.93だった。
2012年は、A+級セントルーシー・メッツで5試合に登板後、5月にAA級ビンガムトン・メッツへ昇格。7月26日にAAA級バッファロー・バイソンズへ昇格したが、翌27日にAA級ビンガムトンへ降格した。AA級ビンガムトンでは20試合に登板し、8勝12敗・防御率4.59だった。オフの11月20日にメッツとメジャー契約を結び、メジャーロースター40人枠入りを果たした。
2013年3月3日にメッツと1年契約に合意した。3月10日にAA級ビンガムトンへ異動し、開幕をAAA級ラスベガス・フィフティワンズで迎えた。7月2日にメジャーへ昇格したが、登板のないまま5日にAAA級ラスベガスへ降格した。9日に再昇格し、12日のピッツバーグ・パイレーツ戦でメジャーデビュー。同点の延長11回裏から登板したが、2四球を与え、2死一・二塁の場面でジョーディー・マーサーからサヨナラ安打を打たれ、メジャー初黒星を喫した。その後はリリーフとして定着した。この年は29試合に登板し、1勝2敗1セーブ・防御率3.93だった。
2014年3月3日にメッツと1年契約に合意。開幕ロースター入りし、開幕後はリリーフとして起用されていたが、5月13日に15日間の故障者リスト入りした。6月10日に復帰後は8試合に登板したが、防御率7.27と落ち込み、7月8日にAAA級ラスベガスへ降格した。8月19日にメジャーへ再昇格し、同日のオークランド・アスレチックス戦に登板したが、1回を2安打2失点で救援に失敗し、8月22日にAAA級ラスベガスへ降格した。9月8日に再昇格した。この年は25試合に登板し、防御率4.75だった。オフの12月15日にDFAとなった。

### カブス時代
2014年12月19日に金銭トレードでニューヨーク・ヤンキースへ移籍した。
2015年1月13日にDFAとなり、1月20日に金銭トレードでテキサス・レンジャースへ移籍。しかし翌21日にDFAとなり、23日にウェイバー公示を経てシカゴ・カブスへ移籍した。カブスでは6試合に登板して勝敗なしの防御率7.50だった。7月4日にDFAとなった。

### ロッキーズ時代
2015年7月7日、ウェイバー公示を経てコロラド・ロッキーズに移籍した。40人枠には入ったが、マイナーオプションにより傘下のAAA級アルバカーキ・アイソトープスに所属する。その後、10日に昇格した。10月14日にAAA級アルバカーキに降格となり、23日に自由契約となる。28日にマイナー契約でロッキーズと再契約した。オフはドミニカ共和国のウィンターリーグに参加した。
2016年はAAA級アルバカーキで開幕を迎え、4月22日にメジャー契約を結んで25人枠入りした。8月12日にDFAとなり、15日に40人枠を外れる形でAAA級アルバカーキへ配属された。10月6日にFAとなった。

### オリックス時代
2016年12月13日にオリックス・バファローズへの入団が発表された。背番号は42。
2017年は開幕一軍に入るが4月2日に二軍降格。その後は外国人枠の関係で二軍暮らしが続いていたが、7月9日に一軍に昇格。平野佳寿が二軍で調整中している間は抑えを任された。8月20日同点の7回に登板し0点に抑え、7回裏に中島宏之が勝ち越し本塁打を放ったため、来日初勝利を挙げた。12月2日に自由契約となった。

### ホワイトソックス傘下時代
2018年1月16日にシカゴ・ホワイトソックスとマイナー契約を結んだ。3月24日に放出された。

### 群馬時代
2018年4月30日、ベースボール・チャレンジ・リーグの群馬ダイヤモンドペガサスに入団することが発表された。 6月14日に退団（任意引退）が発表された。

### 独立リーグ時代
2018年6月28日にアトランティックリーグのロングアイランド・ダックスと契約を結んだ。シーズン終了後にFAとなった。

### メキシカンリーグ時代
2019年3月4日にメキシカンリーグのタバスコ・キャトルメンと契約を結んだ。5月17日に放出された。

### カナダ時代
2022年4月5日にカナダのアマチュアリーグであるインターカウンティベースボールリーグのブラントフォード・レッドソックスに入団した。

### メキシカンリーグ時代
2022年7月13日にメキシカンリーグのオアハカ・ウォーリアーズと契約した。

## 投球スタイル
スリークォーターから、最速球速97mph（156km/h）・平均94mph（151km/h）のフォーシームを中心に、決め球である平均86mph（138km/h）のチェンジアップ、平均86mph（138km/h）のスライダーを使用する。
MLB通算の与四球率が5.1と高い。

## 詳細情報

### 年度別投手成績
| 年 度    | 球 団      | 登 板 | 先 発 | 完 投 | 完 封 | 無 四 球 | 勝 利 | 敗 戦 | セ 丨 ブ | ホ 丨 ル ド | 勝 率 | 打 者 | 投 球 回 | 被 安 打 | 被 本 塁 打 | 与 四 球 | 敬 遠 | 与 死 球 | 奪 三 振 | 暴 投 | ボ 丨 ク | 失 点 | 自 責 点 | 防 御 率 | W H I P |
| -------- | ---------- | ----- | ----- | ----- | ----- | -------- | ----- | ----- | -------- | ----------- | ----- | ----- | -------- | -------- | ----------- | -------- | ----- | -------- | -------- | ----- | -------- | ----- | -------- | -------- | ------- |
| 2013     | NYM        | 29    | 0     | 0     | 0     | 0        | 1     | 2     | 1        | 1           | .333  | 149   | 34.1     | 32       | 1           | 16       | 1     | 0        | 33       | 2     | 0        | 15    | 15       | 3.93     | 1.39    |
| 2014     | NYM        | 25    | 0     | 0     | 0     | 0        | 0     | 0     | 0        | 1           | ---   | 133   | 30.1     | 30       | 7           | 14       | 1     | 1        | 31       | 1     | 0        | 16    | 16       | 4.75     | 1.45    |
| 2015     | CHC        | 6     | 0     | 0     | 0     | 0        | 0     | 0     | 0        | 0           | ---   | 29    | 6.0      | 8        | 0           | 5        | 2     | 0        | 8        | 0     | 0        | 5     | 5        | 7.50     | 2.17    |
| 2015     | COL        | 29    | 1     | 0     | 0     | 0        | 0     | 0     | 1        | 2           | ---   | 147   | 32.2     | 33       | 4           | 21       | 1     | 0        | 25       | 3     | 0        | 14    | 14       | 3.86     | 1.65    |
| '15計    | COL        | 35    | 1     | 0     | 0     | 0        | 0     | 0     | 1        | 2           | ---   | 176   | 38.2     | 41       | 4           | 26       | 3     | 0        | 33       | 3     | 0        | 19    | 19       | 4.42     | 1.73    |
| 2016     | COL        | 40    | 0     | 0     | 0     | 0        | 2     | 1     | 1        | 0           | .667  | 182   | 40.2     | 41       | 5           | 25       | 3     | 1        | 32       | 5     | 0        | 25    | 24       | 5.31     | 1.62    |
| 2017     | オリックス | 44    | 0     | 0     | 0     | 0        | 2     | 1     | 3        | 13          | .667  | 210   | 47.0     | 44       | 4           | 24       | 3     | 2        | 51       | 1     | 0        | 16    | 14       | 2.68     | 1.45    |
| MLB：4年 | MLB：4年   | 129   | 1     | 0     | 0     | 0        | 3     | 3     | 3        | 4           | .500  | 640   | 144.0    | 144      | 17          | 81       | 8     | 2        | 129      | 11    | 0        | 75    | 74       | 4.63     | 1.56    |
| NPB：1年 | NPB：1年   | 44    | 0     | 0     | 0     | 0        | 2     | 1     | 3        | 13          | .667  | 210   | 47.0     | 44       | 4           | 24       | 3     | 2        | 51       | 1     | 0        | 16    | 14       | 2.68     | 1.45    |

- 2018年度シーズン終了時

### 年度別守備成績
| 年 度 | 球 団 | 投手（P） | 投手（P） | 投手（P） | 投手（P） | 投手（P） | 投手（P） |
| 年 度 | 球 団 | 試 合     | 刺 殺     | 補 殺     | 失 策     | 併 殺     | 守 備 率  |
| ----- | ----- | --------- | --------- | --------- | --------- | --------- | --------- |
| 2013  | NYM   | 29        | 5         | 1         | 0         | 0         | 1.000     |
| 2014  | NYM   | 25        | 2         | 2         | 0         | 1         | 1.000     |
| 2015  | CHC   | 6         | 0         | 0         | 0         | 0         | ----      |
| 2015  | COL   | 29        | 1         | 4         | 0         | 0         | 1.000     |
| '15計 | COL   | 35        | 1         | 4         | 0         | 0         | 1.000     |
| 2016  | COL   | 40        | 5         | 3         | 0         | 0         | 1.000     |
| MLB   | MLB   | 129       | 13        | 10        | 0         | 1         | 1.000     |

- 2018年度シーズン終了時

### 記録
MLB投手記録
- 初登板：2013年7月12日、対ピッツバーグ・パイレーツ戦（PNCパーク）、11回裏に6番手で救援登板、2/3回1失点で敗戦投手
- 初奪三振：同上、11回裏にペドロ・アルバレスから空振り三振
- 初勝利：2013年7月20日、対フィラデルフィア・フィリーズ戦（シティ・フィールド）、5回表に2番手で救援登板、1回2/3無失点
- 初セーブ：2013年8月15日、対サンディエゴ・パドレス戦（ペトコ・パーク）、8回裏に3番手で救援登板・完了、2回無失点
- 初ホールド：2013年8月20日、対アトランタ・ブレーブス戦（シティ・フィールド）、8回表に4番手で救援登板、1回無失点

NPB投手記録
- 初登板：2017年4月1日、対東北楽天ゴールデンイーグルス2回戦（京セラドーム大阪）、7回表に3番手で救援登板、1回2失点
- 初奪三振：同上、7回表に茂木栄五郎から空振り三振
- 初ホールド：2017年6月3日、対読売ジャイアンツ2回戦（東京ドーム）、6回裏に2番手で救援登板、2回無失点
- 初セーブ：2017年8月5日、対北海道日本ハムファイターズ15回戦（札幌ドーム）、8回裏に5番手で救援登板・完了、1回1/3無失点
- 初勝利：2017年8月20日、対千葉ロッテマリーンズ19回戦（京セラドーム大阪）、7回表に3番手で救援登板、1回無失点

### 独立リーグでの投手成績
| 年 度     | 球 団     | 登 板 | 勝 利 | 敗 戦 | セ 丨 ブ | 完 投 | 勝 率 | 投 球 回 | 打 者 | 被 安 打 | 被 本 塁 打 | 奪 三 振 | 与 四 球 | 与 死 球 | 失 点 | 自 責 点 | 暴 投 | ボ 丨 ク | 防 御 率 | W H I P |
| --------- | --------- | ----- | ----- | ----- | -------- | ----- | ----- | -------- | ----- | -------- | ----------- | -------- | -------- | -------- | ----- | -------- | ----- | -------- | -------- | ------- |
| 2018      | 群馬      | 8     | 1     | 0     | 2        | 0     | 1.000 | 8.0      | 34    | 6        | 2           | 10       | 2        | 2        | 3     | 3        | 0     | 0        | 3.38     | 1.00    |
| 通算：1年 | 通算：1年 | 8     | 1     | 0     | 2        | 0     | 1.000 | 8.0      | 34    | 6        | 2           | 10       | 2        | 2        | 3     | 3        | 0     | 0        | 3.38     | 1.00    |

### 背番号
- 71 （2013年 - 2015年途中）
- 62 （2015年途中 - 2016年）
- 42 （2017年）
- 37 （2018年）
- 56 （2019年）